# Dero caraibicus
Dero caraibicus är en ringmaskart som beskrevs av Wilhelm Michaelsen 1933. Dero caraibicus ingår i släktet Dero och familjen glattmaskar. Inga underarter finns listade i Catalogue of Life.